# Лещів (хутір)
Лещів (рос. Лещев) — хутір у Ленінському районі Волгоградської області Російської Федерації.
Населення становить 181 особу. Входить до складу муніципального утворення Покровське сільське поселення.

## Історія
Хутір розташований у межах українського історичного та культурного регіону Жовтий Клин.
Згідно із законом від 14 лютого 2005 року № 1004-ОД органом місцевого самоврядування є Покровське сільське поселення.

## Населення
| 2010 |
| ---- |
| 181  |